# Toranosuke Katayama

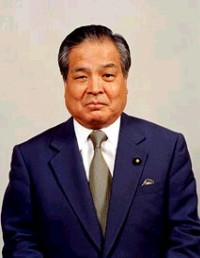
Toranosuke Katayama

Toranosuke Katayama (jap. 片山 虎之助, Katayama Toranosuke; * 2. August 1935 in Kasaoka, Präfektur Okayama) ist ein japanischer Politiker der Nippon Ishin no Kai, ehemaliger Abgeordneter im Sangiin, dem Oberhaus des Parlaments, und ehemaliger Minister.

## Lebenslauf
Katayama, Absolvent der rechtswissenschaftlichen Fakultät der Universität Tokio, wurde nach seinem Abschluss 1958 Beamter in der Jichi-chō, der „Behörde für Selbstverwaltung“, die zwei Jahre später zum Ministerium für Selbstverwaltung aufgewertet wurde. Für das Ministerium war er unter anderem im Ministersekretariat und in der Präfekturverwaltung von Shizuoka tätig, 1986 wurde er unter Gouverneur Shirō Nagano Vizegouverneur seiner Heimatpräfektur Okayama. 1988 beendete er seine Beamtenlaufbahn und wechselte in die Politik.
Bei der Sangiin-Wahl 1989 übernahm Katayama die LDP-Kandidatur in Okayama (damals zwei Mandate pro Wahl) von Mutsuo Kimura (Tanaka-/Takeshita-Faktion), der sich aus der Politik zurückzog. Zwar konnte der Kandidat des landesweit erfolgreichen Rengō no Kai erhebliche Stimmenanteile erzielen, aber Katayama und die SPJ-Kandidatin Nobuko Mori konnten die Sitze in Okayama für die etablierten Parteien verteidigen. 1995 und 2001, als der Wahlkreis auf ein Mandat verkleinert wurde, wurde Katayama jeweils mit dem höchsten Stimmenanteil im Amt bestätigt. In der LDP schloss sich der – damals noch stärksten – ehemaligen Takeshita-Faktion an; bald erhielt er Stellvertreterpositionen im LDP-Parteivorstand, 1992 wurde er parlamentarischer Staatssekretär im Finanzministerium. 1995 während der großen Koalition mit der SPJ übernahm er den Vorsitz im Finanzausschuss des Sangiin. 1996 übernahm er den Vorsitz des Komitees für Parlamentsangelegenheiten der LDP.
Im Dezember 2000 berief Yoshirō Mori Katayama als Postminister, Minister für Selbstverwaltung und Leiter der Behörde für allgemeine Angelegenheiten in sein Kabinett, die drei Behörden gingen wenige Wochen später im Ministerium für allgemeine Angelegenheiten auf, das Katayama auch im nachfolgenden ersten Kabinett Koizumi noch bis September 2003 führte. Er positionierte sich zunächst als Gegner einer bereits diskutierten vollständigen Privatisierung der staatlichen Post, trug aber im „Postparlament“ von 2005 als Generalsekretär der LDP-Sangiin-Fraktion (2004–2006) letztlich die Bemühungen der Parteiführung mit, die LDP-Abgeordneten im Sangiin (das nicht aufgelöst werden kann) zur Zustimmung zu zwingen. Gleichzeitig versuchte er von den Gegnern vorgeschlagene Änderungen des Privatisierungsgesetzentwurfs einzubringen. Dazwischen war er unter anderem Vorsitzender des Haushaltsausschusses.
Bei der Sangiin-Wahl 2007 stellte die oppositionelle Demokratische Partei in Okayama Yumiko Himei auf, die erstmals bei einer nationalen Wahl antrat. Katayama unterlag Himei um rund 50 Tausend Stimmen und verlor sein Mandat. Er zog sich anschließend nicht aus der Politik zurück und strebte für die nächste Sangiin-Wahl 2010 eine Kandidatur über die landesweite Verhältniswahl an – dort gilt in der LDP aber eine Altersbegrenzung von 70 Jahren. Im Mai 2010 verließ Katayama die LDP und schloss sich der neu gegründeten Tachiagare Nippon von Takeo Hiranuma an, dessen politische Heimat ebenfalls in Okayama liegt. Katayama erhielt landesweit rund 118 Tausend Präferenzstimmen und gewann damit den einzigen Sitz der Partei 2010. Er wurde anschließend Generalsekretär der Sangiin-Fraktion von Tachiagare Nippon.
2012 ging die Tachiagare Nippon in der ersten Nippon Ishin no Kai von Tōru Hashimoto auf, bei deren Spaltung 2014 folgte Katayama nicht Hiranuma, sondern wurde Mitglied der Ishin no Tō. 2015 wurde er Mitglied von Hashimotos Abspaltung Ōsaka Ishin no Kai. Für diese wurde Katayama bei der Sangiin-Wahl 2016 mit 194.902 Stimmen als bester Kandidat der Partei [von vier gewählten] im nationalen Verhältniswahlkreis für weitere sechs Jahre bestätigt.
In der Ōsaka/Nippon Ishin no Kai war Katayama von 2015 bis 2021 „Kovorsitzender“ (kyōdō daihyō; in der Ishin no Kai gibt es aber derzeit anders als bei manchen Parteien nicht zwei oder mehr davon, die sich den Vorsitz teilen, sondern es gibt einen einzigen Vorsitzenden, daihyō, und einen einzigen „Kovorsitzenden“) und führte gleichzeitig die Generalversammlung der Abgeordneten beider Kammern des Nationalparlaments.
Bei der Sangiin-Wahl 2022 trat Katayama nicht mehr an.